# William Bratton
Pour les articles homonymes, voir Bratton.
William Joseph Bratton dit Bill Bratton, né le 6 octobre 1947 à Dorchester, est un responsable de la police et haut fonctionnaire américain. 
Il est responsable du Boston Police Department de 1993 à 1994, du New York City Police Department de 1994 à 1996 puis de 2014 à 2016, ainsi que du Los Angeles Police Department de 2002 à 2009. De 2016 à 2020, il est vice-président du Conseil consultatif sur la sécurité intérieure. Il en prend la présidence en 2020, succédant à William Webster.

## Biographie
Fils d'un postier et d'une mère au foyer, il grandit dans un milieu modeste. Dès son enfance, il se prend de passion pour la police, notamment après avoir découvert le livre Your Police à 9 ans à la bibliothèque municipale, puis la série télévisée Naked City (1958-1963) et surtout le film Police sur la ville (1968). Il passe trois ans dans l'armée, pendant la guerre du Vietnam, puis s'engage en 1970 dans la police de Boston (Boston Police Department). Il étudie à l'université du Massachusetts. Après avoir affirmé à son chef qu'il serait un jour à la tête de la police de la ville, il se voit sèchement recadré, ce qui renforce son ambition. En 1993, il parvient à accéder à ce poste.
En 1994, le nouveau maire de New York Rudolph Giuliani lui propose de diriger la police de New York (New York City Police Department). En deux ans, il réussit à faire chuter la criminalité dans la ville, la divisant par deux. À son arrivée, la violence était endémique et une partie des forces de police étaient corrompues. Il imagine notamment et mis en pratique la théorie de la « vitrine cassée », selon laquelle, « tout crime, même le plus insignifiant, doit être sanctionné de la manière la plus sévère qui soit pour un effet dissuasif maximum » et créé un programme informatique qui identifie des points sensibles où les patrouilles de police se font plus présentes ; il a notamment aidé à ce que Manhattan redevienne fréquentable, permettant le retour au tourisme de masse. Mais le 15 janvier 1996, il fait la une du magazine Time, où il déclare notamment : « Finalement, nous sommes en train de gagner la guerre contre le crime ». Fortement irrité, le maire imagine que Bill Bratton lorgne son siège et le congédie.
En 2002, il est nommé par le maire James Hahn à la tête de la police de Los Angeles (Los Angeles Police Department). Il participe à réduire les violences policières, à nouer des liens avec les communautés ethniques et les associations ainsi qu'à réduire très fortement la criminalité. Il quitte son poste en 2009. Entre 2010 et 2012, il dirige Kroll, la plus grosse société de renseignements du monde, puis en devient simple consultant. Il crée également sa start-up, BlueLine, « le Facebook de la police », afin que les forces de l'ordre puissent partager des informations et des expériences professionnelles. En 2011, le Premier ministre britannique David Cameron envisage de le nommer à la tête de Scotland Yard, alors éclaboussé par le scandale du News of the World (tabloïd qui avait fait écouter avec la complicité de la police des dizaines de personnalités). Bien que Bill Bratton ait été décoré commandeur de l'ordre de l'Empire britannique par la reine Élisabeth II quelques années plus tôt, la perspective qu'un non-Britannique soit nommé à ce poste choque l'opinion publique et le Premier ministre doit renoncer à son projet.
En 2014, il est de nouveau responsable du New York City Police Department à la demande du nouveau maire Bill de Blasio, fort de l'héritage qu'il a laissé dans la ville (250 meurtres en 2013 contre 2300 en 1994, ce qui en fait l'une des villes les plus sûres des États-Unis). Il quitte ses fonctions le 16 septembre 2016 pour rejoindre le Conseil consultatif sur la sécurité intérieure.

## Vie privée
Il est marié en quatrièmes noces à Rikki Klieman, une avocate devenue actrice.